# كمال علاكباروف
كمال جمال أغلو علاكباروف - (بالأذرية: Kamal Ələkbərov) - رسام أذربيجاني، نحات، تم تكريم الفنان في جمهورية أذربيجان الاشتراكية السوفيتية (1982)، فنان الشعب في جمهورية أذربيجان (2002).

## حياته
ولد كمال علاكباروف في 20 مارس عام 1928 بمدينة فضولي. كان تعيش عائلة كمال في الفقر. بهذا السبب بدأ العمل في طفولته. تخرج كمال من مدرسة الرسم إسمه عزيم عزيمزاده في 1948. من 1948 إلى 1954 درس كمال في معهد موسكو الحكومي للفنون إسمه فاسيلي سوريكوف.

كان يشارك كمال علاكباروف في المعارض منذ 1953. بين أعماله النحت "نيفجي"(1953-1954)، صورة المهندس المعماري العالمي الشهير عجمي نخجواني (1955-رخام، يحفظ في المتحف الوطني للفنون في أذربيجان)، "بنت"(1956 - رخام، يحفظ في المتحف الوطني للفنون في أذربيجان) وهلم جرا.
مع ذلك كمال علاكباروف هو مؤألف للتماثيل الضخمة أيضا.
احد من ألتماثيل الضخمة هي تمثيل ألتي قام به لذكرى المهندس المعماري أذربيجاني و مشهور عالميّاً عجمي نخجواني الـ 850 في 1976.
حصل كمال علاكباروف على التقاعد الرئاسية الفردية وفقا مرسوم لرائس إلهام علييف في 23 ديسمبر عام 2004.
توقى كمال علاكباروف في 21 مايو عام 2009.